# Henneveux
Henneveux  (niederländisch Hanevo) ist eine französische Gemeinde mit 274 Einwohnern (Stand: 1. Januar 2022) im Département Pas-de-Calais in der Region Hauts-de-France. Sie gehört zum Arrondissement Boulogne-sur-Mer und zum Kanton Desvres. 

## Geographie
Die Gemeinde Henneveux liegt im Regionalen Naturpark Caps et Marais d’Opale, 16 Kilometer östlich von Boulogne-sur-Mer. Nachbargemeinden von Henneveux sind Colembert im Nordwesten und Norden, Nabringhen im Norden und Nordosten, Longueville im Osten, Brunembert im Südosten, Bournonville im Süden sowie Alincthun im Westen.

## Bevölkerungsentwicklung
| Jahr                       | 1962 | 1968 | 1975 | 1982 | 1990 | 1999 | 2006 | 2013 | 2022 |
| Einwohner                  | 242  | 251  | 246  | 241  | 232  | 252  | 304  | 309  | 274  |
| Quellen: Cassini und INSEE |      |      |      |      |      |      |      |      |      |

## Sehenswürdigkeiten
- Kirche Saint-Foulquin aus dem 19. Jahrhundert
- Reste einer Burg

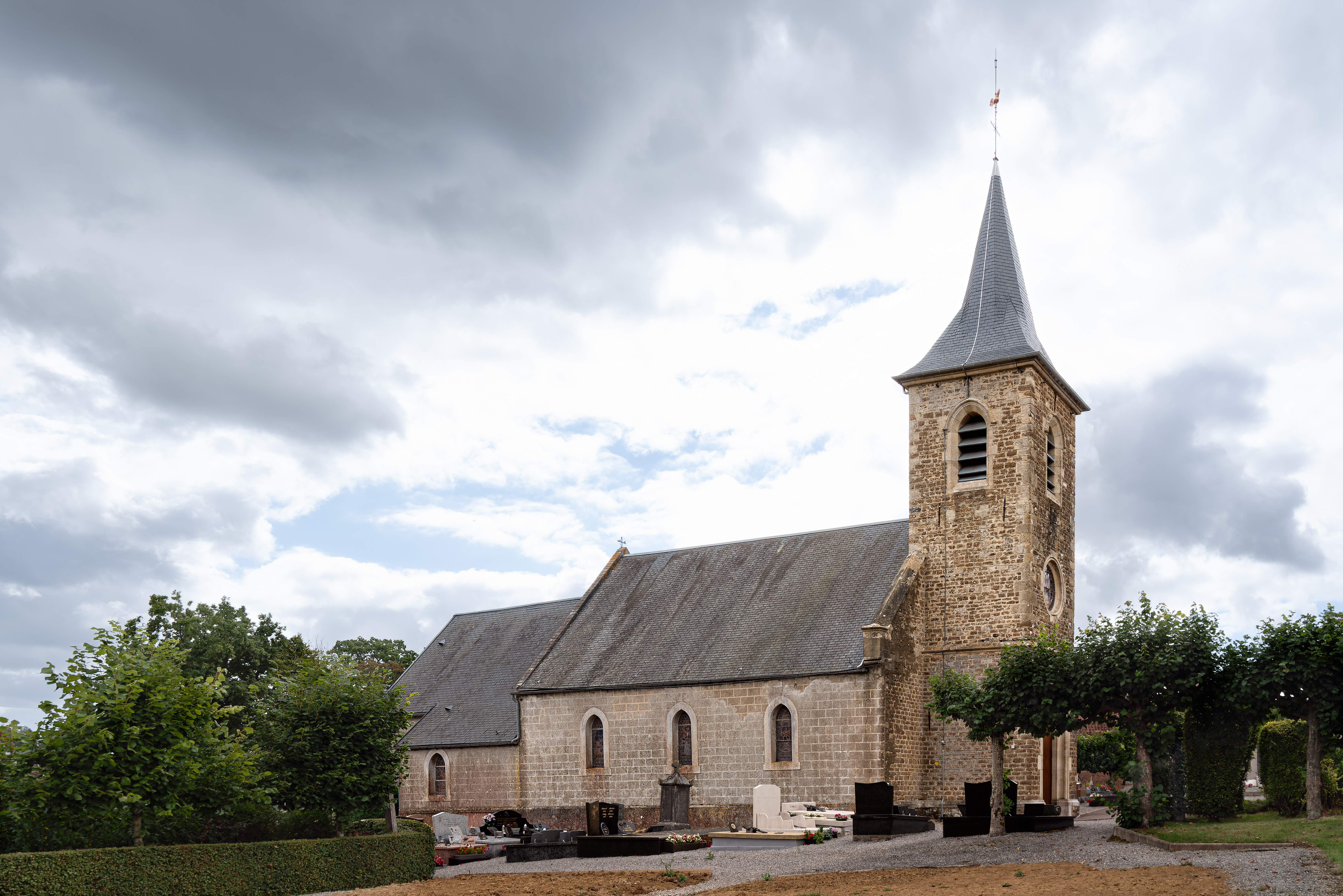
Kirche Saint-Foulquin
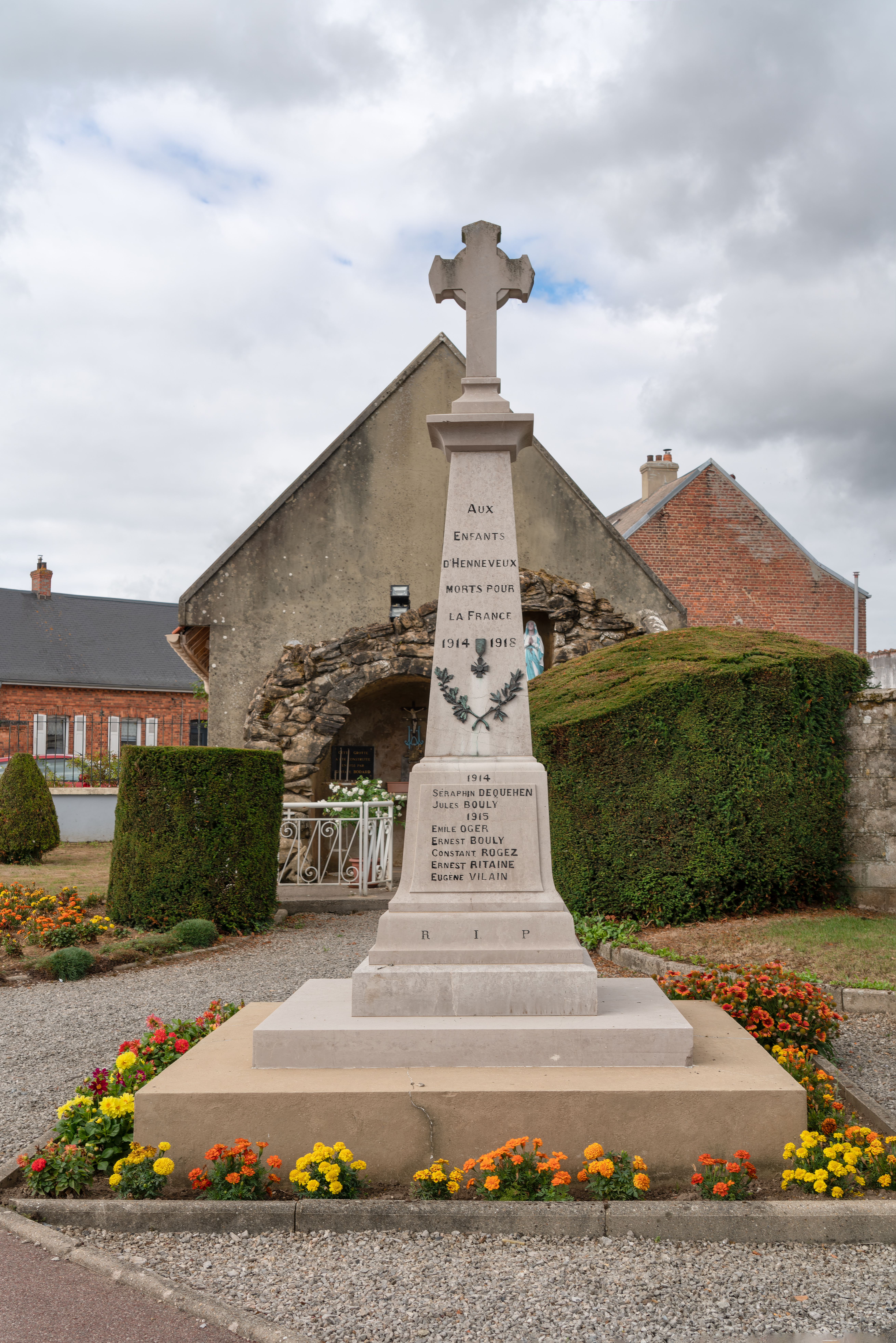
Gefallenendenkmal